# Comuna de Raszków
Raszków (polaco: Gmina Raszków) é uma gminy (comuna) na Polónia, na voivodia de Grande Polónia e no condado de Ostrowski. A sede do condado é a cidade de Raszków.
De acordo com os censos de 2004, a comuna tem 11 218 habitantes, com uma densidade 83,4 hab/km².

## Área
Estende-se por uma área de 134,46 km², incluindo:
- área agricola: 85%
- área florestal: 7%

## Demografia
Dados de 30 de Junho 2004:
|                      | Total   | Total | Mulheres | Mulheres | Homens  | Homens |
| -------------------- | ------- | ----- | -------- | -------- | ------- | ------ |
|                      | pessoas | %     | pessoas  | %        | pessoas | %      |
| População            | 11 218  | 100   | 5623     | 50,1     | 5595    | 49,9   |
| Densidade (pop./km²) | 83,4    | 100   | 41,8     | 41,8     | 41,6    | 41,6   |

De acordo com dados de 2002, o rendimento médio per capita ascendia a 1253,23 zł.

## Subdivisões
- Bieganin, Bugaj, Drogosław, Głogowa, Grudzielec, Grudzielec Nowy, Janków Zaleśny, Jaskółki, Jelitów, Józefów, Koryta, Korytnica, Ligota, Moszczanka, Niemojewiec, Pogrzybów, Przybysławice, Radłów, Rąbczyn, Skrzebowa, Sulisław, Szczurawice, Walentynów.

## Comunas vizinhas
- Dobrzyca, Krotoszyn, Ostrów Wielkopolski, Ostrów Wielkopolski, Pleszew